# Joseph R. Grundy

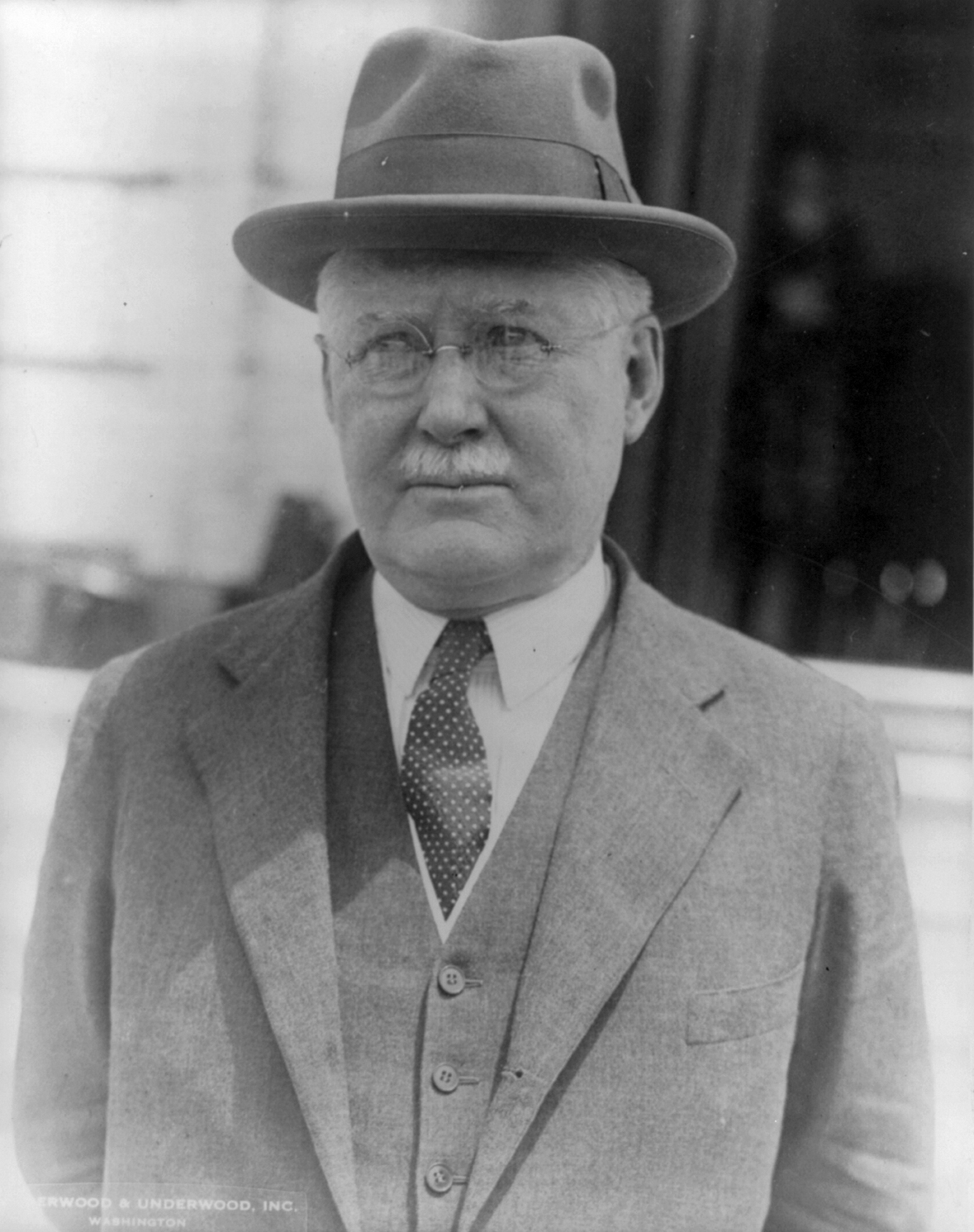
Joseph R. Grundy (Juni 1926)

Joseph Ridgway Grundy (* 13. Januar 1863 in Camden, New Jersey; † 3. März 1961 in Nassau, Bahamas) war ein US-amerikanischer Politiker (Republikanische Partei), der den Bundesstaat Pennsylvania im US-Senat vertrat.

## Werdegang
Nach dem Besuch privater und öffentlicher Schulen schloss Joseph Grundy seine Ausbildung auf dem Swarthmore College ab. Danach schlug er eine Laufbahn als Geschäftsmann in der Textilindustrie ein und wurde Präsident eines großen Wollstoffherstellers. Außerdem betätigte er sich in Bristol im Bankgewerbe. Von 1909 bis 1930 fungierte er als Präsident der Fabrikbesitzervereinigung von Pennsylvania.
Politische Erfahrung hatte Grundy noch nicht, als er am 11. Dezember 1929 zum Nachfolger von US-Senator William Scott Vare ernannt wurde. Diesem war die weitere Wahrnehmung seines Sitzes kurz zuvor durch den Senat untersagt worden, was unter anderem mit Vorwürfen des Wahlbetruges zusammenhing. Grundy übte sein Amt fast ein Jahr lang bis zum 1. Dezember 1930 aus; dann wurde er von James J. Davis, dem vormaligen US-Arbeitsminister abgelöst. Davis hatte sich in der republikanischen Primary für die Nachwahl gegen Grundy durchgesetzt.
Dieser zog sich danach aus der Politik zurück und ging wieder seinen geschäftlichen Tätigkeiten in Bristol nach. Sein dortiges Haus, im viktorianischen Stil erbaut, ist heute ein frei für die Öffentlichkeit zugängliches Museum, in dem die Wertgegenstände aus dem Besitz der Grundy-Familie ausgestellt sind. Joseph Grundy starb 1961 auf den Bahamas; zu diesem Zeitpunkt war er der älteste noch lebende ehemalige Senator.